# Strophocactus wittii
A Strophocactus wittii egy speciális igényű epifita kaktusz, kultúrában nem lehet megtalálni.

## Elterjedése és élőhelye
Brazília: Manaus tartomány; az iquapó-mocsarak fekete vizű láperdeiben 100–250 m tszf. magasságban.

## Jellemzői
Lapos, vékony hajtású kúszó epifita, a hajtások 300–400 mm hosszúak, de néha az 1 m hosszt is elérhetik, 30–40 mm szélesek, léggyökereikkel kúsznak, szorosan tapadnak a faágakhoz, a léggyökerek a középérből erednek. Areolái 8 mm távolságban fejlődnek, sertéket és sok tövist viselnek, melyek 12 mm hosszúak, világosbarnák. Virágai 250 mm hosszúak, 40–50 mm átmérőjűek. Mind a pericarpium, mind a tölcsér sertékkel borított, a tölcsér karcsú. A külső szirmok a belsőknél hosszabbak vörösesek, a belső szirmok fehérek, lándzsa alakúak. Termése megnyúlt tojásdad alakú, 35 mm hosszú, 25 mm átmérőjű, serték és fehér szőr borítja. Magjai hegyesek, feketék.